# Ottaviano Tenerani
Ottaviano Tenerani (né le 14 février 1969) à Pontedera, Toscane, Italie) est à la fois pianofortiste,  claveciniste, chef d’orchestre et  chercheur italien. Il est le leader de Il Rossignolo, un ensemble d’instruments d’époque qu’il a fondé en 1998 avec la flûtiste Marica Testi et le flûtiste (flûte à bec) et hautboiste Martini Noferi.

## Biographie
Ottaviano Tenerani qui s’est spécialisé dans l’interprétation de la musique baroque et classique, est actif aussi bien comme interprète que comme  musicologue. 
Il a joué en tant que chef d’orchestre et claviériste dans des concerts et a participé à des enregistrements pour de labels tels que Sony Classical/Deutsche Harmonia Mundi,, CPO, Tactus,, Brilliant Classics et Dynamic.
A la fois musicien et musicologue, il a présenté les premières interprétations contemporaines de musique vocale et instrumentale de Alessandro Scarlatti, Georg Friedrich Händel, Antonio Caldara, Johann Joachim Quantz, Giovanni  Battista Sammartini, Orazio Caccini et Giovanni Battista Martini.
Il a découvert la Sérénade Germanico, attribuée à Häendel, qu’il a enregistrée avec Il Rossignolo en 2011. Les ovations de la critique remportées par cet enregistrement,,, ont acté une nouvelle collaboration entre Tenerani (et Il Rossignolo) et Sony Classical qui s’est traduite par l’enregistrement de l’intégrale des Sonates pour instrument seul et basse de Georg Friedrich Händel (sorti en août 2019) et d’autres musiques inédites du répertoire sacré et profane italien.

## Enseignement
Ottaviano Tenerani est professeur de claviers historiques, musique de chambre et conservateur de la collection des instruments de musique à l’Académie internationale d’Orgue et musique ancienne Giuseppe Gherardeschi de Pistoia. Il enseigne dans plusieurs classes de maîtres et dans différentes académies  à travers le monde. Depuis 2023, il est professeur du cours de diplôme supérieur en musique de chambre et des cours d'improvisation musicale et de basse continue au Conservatoire Luigi Boccherini de Lucques.

## Discographie
- Georg Friedrich Händel, Complete solo sonatas, Il Rossignolo, SONY - DHM
- Georg Philipp Telemann, Telemann virtuoso, Il Rossignolo, Brilliant Classics
- Georg Friedrich Händel, Germanico, Il Rossignolo, SONY - DHM
- Giovanni  Battista Sammartini, Notturni a quattro, Il Rossignolo, Brilliant Classic - Tactus
- Antonio Vivaldi, I concerti per violino et organo obligato / Sonate per flauto diritto, Il Rossignolo, Tactus
- Benedetto Marcello, Sonate per flauto e basso op 2 / Opere per clavicembalo, Il Rossignolo, Tactus
- AAVV, Le sonate per flauto diritto, flauto traverso e basso, Il Rossignolo, Orfeo
- Alessandro Scarlatti, Concerti e Sinfonie, Il Rossignolo, CPO
- Giovanni Battista Martini, Sinfonie a quattro, Il Rossignolo, Tactus
- Giovanni Battista Martini, Sei Sonate per l’organo e il cembalo, Tactus
- Orazio Caccini, Madrigali et Canzonette a cinque voci, Il Rossignolo, EMA
- Francesco Maria Veracini - Violin Sonatas, Musica Antiqua Roma, SONY - DHM

## Éditions et essais critiques
- Mozart gioca a dadi, musica e calcolo combinatorio nel XVIII secolo. Sergio Giudici e Ottaviano Tenerani. In "Musica, Scienza e Linguaggio” - Polifonica - ETS - Pise, 2022
- Il temperamento: una questione musicale, scientifica e didattica. Sergio Giudici e Ottaviano Tenerani. In "Musica, Scienza e Linguaggio” - Polifonica - ETS - Pise, 2022
- Lo spinettone firmato Giovanni Ferrini dell'Accademia Internazionale Giuseppe Gherardeschi di Pistoia, in "Il cembalo a martelli da Bartolomeo Cristofori a Giovanni Ferrini" - Pendragon, Bologne, 2019[12],[13]
- Charles Antoine Campion, L'Etruria fortunata - Hollitzer Wissenschaftsverlag, Vienne, 2013[14]
- Una serata in Camerata - Hollitzer Wissenschaftsverlag, Vienne, 2013[15]
- Georg Friedrich Händel (attr.), Germanico - Edizioni Il Rossignolo, Montopoli 2010
- Giovanni  Battista Sammartini, 7 Notturni a quattro - Armelin Musica, Padoue, 2009
- Johann Joachim Quantz, 7 Triosonate per Flauto, Violino e Basso Continuo (Flauto e Clavicembalo) - Ut Orpheus, Bologne, 2002[16]
- Oratio Caccini Romano, Madrigali et canzonette a cinque voci, a cura di: Ottaviano Tenerani e Marica Testi, San Miniato, 1998.